# 1996-os labdarúgó-Európa-bajnokság (selejtező – 4. csoport)
Az 1996-os labdarúgó-Európa-bajnokság selejtezőjének 4. csoportjának mérkőzéseit tartalmazó lapja. A csoportban Olaszország, Ukrajna, Horvátország, Litvánia, Észtország és Szlovénia szerepelt. A csapatok körmérkőzéses, oda-visszavágós rendszerben játszottak egymással.
Horvátország és Olaszország kijutott az 1996-os labdarúgó-Európa-bajnokságra.

## Tabella
| Hely. | Csapat       | M  | Gy | D | V  | G+ | G– | Gk  | P  | Továbbjutás                            |     | Horvátország | Olaszország | Litvánia | Ukrajna | Szlovénia | Észtország |
| ----- | ------------ | -- | -- | - | -- | -- | -- | --- | -- | -------------------------------------- | --- | ------------ | ----------- | -------- | ------- | --------- | ---------- |
| 1.    | Horvátország | 10 | 7  | 2 | 1  | 22 | 5  | +17 | 16 | Kijutott az 1996-os Európa-bajnokságra |     | —            | 1–1         | 2–0      | 4–0     | 2–0       | 7–1        |
| 2.    | Olaszország  | 10 | 7  | 2 | 1  | 20 | 6  | +14 | 16 | Kijutott az 1996-os Európa-bajnokságra |     | 1–2          | —           | 4–0      | 3–1     | 1–0       | 4–1        |
| 3.    | Litvánia     | 10 | 5  | 1 | 4  | 13 | 12 | +1  | 11 |                                        |     | 0–0          | 0–1         | —        | 1–3     | 2–1       | 5–0        |
| 4.    | Ukrajna      | 10 | 4  | 1 | 5  | 11 | 15 | −4  | 9  |                                        | 1–0 | 0–2          | 0–2         | —        | 0–0     | 3–0       |            |
| 5.    | Szlovénia    | 10 | 3  | 2 | 5  | 13 | 13 | 0   | 8  |                                        | 1–2 | 1–1          | 1–2         | 3–2      | —       | 3–0       |            |
| 6.    | Észtország   | 10 | 0  | 0 | 10 | 3  | 31 | −28 | 0  |                                        | 0–2 | 0–2          | 0–1         | 0–1      | 1–3     | —         |            |

1. 1 2  Egymás elleni pontszám: Horvátország 4, Olaszország 1.

## Mérkőzések
Az időpontok helyi idő szerint értendők.
| 1994. szeptember 4. 17:10 |

| Észtország | 0–2               | Horvátország  |
| ---------- | ----------------- | ------------- |
|            | (0–1) Jegyzőkönyv | Šuker 45' 69' |

| Kadrioru Stadium, Tallinn Nézőszám: 1215 Játékvezető: Václav Krondl (cseh) |

| 1994. szeptember 7. 19:00 |

| Ukrajna | 0–2               | Litvánia                      |
| ------- | ----------------- | ----------------------------- |
|         | (0–0) Jegyzőkönyv | Ivanauskas 52' Skarbalius 60' |

| Republikan Stadium, Kijev Nézőszám: 25 000 Játékvezető: Bo Karlsson (svéd) |

| 1994. szeptember 7. 20:15 |

| Szlovénia  | 1–1               | Olaszország    |
| ---------- | ----------------- | -------------- |
| Udovič 14' | (1–1) Jegyzőkönyv | Costacurta 16' |

| Ljudski vrt, Maribor Nézőszám: 5200 Játékvezető: Bernd Heynemann (német) |

| 1994. október 8. 20:00 |

| Észtország | 0–2               | Olaszország               |
| ---------- | ----------------- | ------------------------- |
|            | (0–1) Jegyzőkönyv | Panucci 20' Casiraghi 78' |

| Kadrioru Stadium, Tallinn Nézőszám: 3850 Játékvezető: Werner Müller (svájci) |

| 1994. október 9. 17:30 |

| Horvátország           | 2–0               | Litvánia |
| ---------------------- | ----------------- | -------- |
| Jerkan 56' Kozniku 80' | (0–0) Jegyzőkönyv |          |

| Maksimir Stadion, Zágráb Nézőszám: 7515 Játékvezető: Alfred Wieser (osztrák) |

| 1994. október 12. 19:00 |

| Ukrajna | 0–0         | Szlovénia |
| ------- | ----------- | --------- |
|         | Jegyzőkönyv |           |

| Republikan Stadium, Kijev Nézőszám: 8500 Játékvezető: Atanas Uzunov (bolgár) |

| 1994. november 13. 17:00 |

| Ukrajna                                     | 3–0               | Észtország |
| ------------------------------------------- | ----------------- | ---------- |
| Konovalov 30' Kirs 45' (öngól) Huseinov 72' | (2–0) Jegyzőkönyv |            |

| Republikan Stadium, Kijev Nézőszám: 4000 Játékvezető: Léon Schellings (belga) |

| 1994. november 16. 18:00 |

| Szlovénia   | 1–2               | Litvánia               |
| ----------- | ----------------- | ---------------------- |
| Zahovič 55' | (0–0) Jegyzőkönyv | Sukristov 64' Žuta 87' |

| Ljudski vrt, Maribor Nézőszám: 4000 Játékvezető: Karol Ihring (szlovák) |

| 1994. november 16. 20:30 |

| Olaszország  | 1–2               | Horvátország  |
| ------------ | ----------------- | ------------- |
| D.Baggio 89' | (0–1) Jegyzőkönyv | Šuker 32' 57' |

| Stadio Della Favorita, Palermo Nézőszám: 33 570 Játékvezető: Joël Quiniou (francia) |

| 1995. március 25. 20:15 |

| Horvátország                           | 4–0               | Ukrajna |
| -------------------------------------- | ----------------- | ------- |
| Boban 13' Šuker 20' 80' Prosinečki 71' | (2–0) Jegyzőkönyv |         |

| Maksimir Stadion, Zágráb Nézőszám: 11 156 Játékvezető: Hans-Jürgen Weber (német) |

| 1995. március 25. 20:30 |

| Olaszország                              | 4–1               | Észtország |
| ---------------------------------------- | ----------------- | ---------- |
| Zola 44' 65' Albertini 59' Ravanelli 85' | (1–0) Jegyzőkönyv | Reim 71'   |

| Stadio Arechi, Salerno Nézőszám: 38 000 Játékvezető: Roger Philippi (luxemburgi) |

| 1995. március 29. 19:00 |

| Litvánia | 0–0         | Horvátország |
| -------- | ----------- | ------------ |
|          | Jegyzőkönyv |              |

| Žalgiris Stadium, Vilnius Nézőszám: 9500 Játékvezető: Keith Burge (walesi) |

| 1995. március 29. 20:00 |

| Szlovénia                       | 3–0               | Észtország |
| ------------------------------- | ----------------- | ---------- |
| Zahovič 40' Gliha 52' Kokol 90' | (1–0) Jegyzőkönyv |            |

| Ljudski vrt, Maribor Nézőszám: 1850 Játékvezető: José Mendes Pratas (portugál) |

| 1995. március 29. 21:30 |

| Ukrajna | 0–2               | Olaszország           |
| ------- | ----------------- | --------------------- |
|         | (0–2) Jegyzőkönyv | Lombardo 12' Zola 38' |

| Republikan Stadium, Kijev Nézőszám: 22 000 Játékvezető: Puhl Sándor (magyar) |

| 1995. április 26. 18:00 |

| Észtország | 0–1               | Ukrajna      |
| ---------- | ----------------- | ------------ |
|            | (0–1) Jegyzőkönyv | Huseinov 17' |

| Kadrioru Stadium, Tallinn Nézőszám: 1100 Játékvezető: Tore Hollung (norvég) |

| 1995. április 26. 20:00 |

| Litvánia | 0–1               | Olaszország |
| -------- | ----------------- | ----------- |
|          | (0–1) Jegyzőkönyv | Zola 11'    |

| Žalgiris Stadium, Vilnius Nézőszám: 15 000 Játékvezető: Jim McCluskey (skót) |

| 1995. április 26. 20:15 |

| Horvátország             | 2–0               | Szlovénia |
| ------------------------ | ----------------- | --------- |
| Prosinečki 15' Šuker 85' | (1–0) Jegyzőkönyv |           |

| Maksimir Stadion, Zágráb Nézőszám: 14 059 Játékvezető: Oğuz Sarvan (török) |

| 1995. június 7. 19:00 |

| Litvánia              | 2–1               | Szlovénia |
| --------------------- | ----------------- | --------- |
| Stonkus 47' Šuika 70' | (0–0) Jegyzőkönyv | Gliha 83' |

| Žalgiris Stadium, Vilnius Nézőszám: 2600 Játékvezető: Vágner László (magyar) |

| 1995. június 11. 18:00 |

| Észtország | 1–3               | Szlovénia                 |
| ---------- | ----------------- | ------------------------- |
| Reim 26'   | (1–1) Jegyzőkönyv | Novak 38' 69' Zahovič 80' |

| Kadrioru Stadium, Tallinn Nézőszám: 1100 Játékvezető: Paul Durkin (angol) |

| 1995. június 11. 19:00 |

| Ukrajna          | 1–0               | Horvátország |
| ---------------- | ----------------- | ------------ |
| Kalitvintsev 13' | (1–0) Jegyzőkönyv |              |

| Republikan Stadium, Kijev Nézőszám: 8500 Játékvezető: Kurt Röthlisberger (svájci) |

| 1995. augusztus 16. 17:00 |

| Észtország | 0–1               | Litvánia          |
| ---------- | ----------------- | ----------------- |
|            | (0–0) Jegyzőkönyv | Maciulevičius 48' |

| Kadrioru Stadium, Tallinn Nézőszám: 1750 Játékvezető: Karl-Erik Nilsson (svéd) |

| 1995. szeptember 3. 20:15 |

| Horvátország                                                               | 7–1               | Észtország |
| -------------------------------------------------------------------------- | ----------------- | ---------- |
| Mladenović 3' Šuker 19' (11-esből) 58' 88' Bokšić 29' Boban 41' Štimac 80' | (4–1) Jegyzőkönyv | Reim 16'   |

| Maksimir Stadion, Zágráb Nézőszám: 8653 Játékvezető: Aron Huzu (román) |

| 1995. szeptember 6. 18:30 |

| Litvánia          | 1–3               | Ukrajna                    |
| ----------------- | ----------------- | -------------------------- |
| Maciulevičius 14' | (1–0) Jegyzőkönyv | Huseinov 66' 70' Husyn 83' |

| Žalgiris Stadium, Vilnius Nézőszám: 6000 Játékvezető: Brendan Shorte (ír) |

| 1995. szeptember 6. 20:30 |

| Olaszország   | 1–0               | Szlovénia |
| ------------- | ----------------- | --------- |
| Ravanelli 13' | (1–0) Jegyzőkönyv |           |

| Stadio Friuli, Udine Nézőszám: 18 532 Játékvezető: Ladislav Gadoši (szlovák) |

| 1995. október 8. 20:30 |

| Horvátország         | 1–1               | Olaszország   |
| -------------------- | ----------------- | ------------- |
| Šuker 48' (11-esből) | (0–1) Jegyzőkönyv | Albertini 29' |

| Stadion Poljud, Split Nézőszám: 35 000 Játékvezető: Jaap Uilenberg (holland) |

| 1995. október 11. 18:00 |

| Litvánia                                                 | 5–0               | Észtország |
| -------------------------------------------------------- | ----------------- | ---------- |
| Maciulevičius 8' Šuika 13' 38' Šlekys 44' Ivanauskas 60' | (4–0) Jegyzőkönyv |            |

| Žalgiris Stadium, Vilnius Nézőszám: 2500 Játékvezető: Didier Pauchard (francia) |

| 1995. október 11. 18:00 |

| Szlovénia                  | 3–2               | Ukrajna                   |
| -------------------------- | ----------------- | ------------------------- |
| Udovič 50' 90' Zahovič 73' | (0–2) Jegyzőkönyv | Skrypnyk 23' Huseinov 44' |

| Centralni Stadion Bežigrad, Ljubljana Nézőszám: 2750 Játékvezető: Alain Hamer (luxemburgi) |

| 1995. november 11. 20:30 |

| Olaszország                   | 3–1               | Ukrajna     |
| ----------------------------- | ----------------- | ----------- |
| Ravanelli 22' 49' Maldini 54' | (1–1) Jegyzőkönyv | Polunin 19' |

| San Nicola Stadion, Bari Nézőszám: 43 999 Játékvezető: Serge Muhmenthaler (svájci) |

| 1995. november 15. 20:15 |

| Szlovénia | 1–2               | Horvátország                      |
| --------- | ----------------- | --------------------------------- |
| Gliha 35' | (1–1) Jegyzőkönyv | Šuker 40' (11-esből) Jurčević 54' |

| Centralni Stadion Bežigrad, Ljubljana Nézőszám: 6800 Játékvezető: Guy Goëthals (belga) |

| 1995. november 15. 20:15 |

| Olaszország                    | 4–0               | Litvánia |
| ------------------------------ | ----------------- | -------- |
| Del Piero 51' Zola 65' 81' 83' | (0–0) Jegyzőkönyv |          |

| Stadio Giglio, Reggio Emilia Nézőszám: 22 272 Játékvezető: Manuel Díaz Vega (spanyol) |